# Caabudwaaq
Caabudwaaq este un oraș din regiunea Galguduud, Somalia, deservit de aeroportul Cabudwaak.